# Очеретоватое (Полтавская область)
Очеретоватое (укр. Очеретувате) — село,
Очеретоватский сельский совет,
Семёновский район,
Полтавская область,
Украина.
Код КОАТУУ — 5324585601. Население по переписи 2001 года составляло 837 человек.
Является административным центром Очеретоватского сельского совета, в который, кроме того, входит село
Вольное (укр. Вільне).

## Географическое положение
Село Очеретоватое находится в 2,5 км от пгт Семёновка.
Рядом проходит автомобильная дорога Т-1716.

## История
Первое упоминание датируется 1724 г. в связи с переходом тогда еще хутора Очеретоватое в собственность лубенского старшины Кулябки П.
Имеется на карте 1812 года
Первая начальная школа в селе была построена на общественные средства и открыта в 1879 г. на 45 учеников. В 1916г. была открыта средняя школа на 150 учеников, которая действует и в наши дни.
С 1907 под эгидой пана Трефильева строилась церковь, которая официально была открыта в 1911 г. и получила название Святотроицкая.

## Экономика
- Молочно-товарная ферма.
- ЧП «Дружба».

## Объекты социальной сферы
- Школа І—ІІ ст.
- Детский сад (при школе).
- Дом культуры.
- Библиотека.
- Фельдшерский пункт.
- Церковь.